# Ортлехнер, Мануэль
Мануэль Ортлехнер (нем. Manuel Ortlechner; родился 4 марта 1980 года в Рид-им-Иннкрайс, Австрия) — австрийский футболист, защитник, известный по выступлениям за клубы «Рид», «Аустрия» и сборную Австрии.

## Клубная карьера

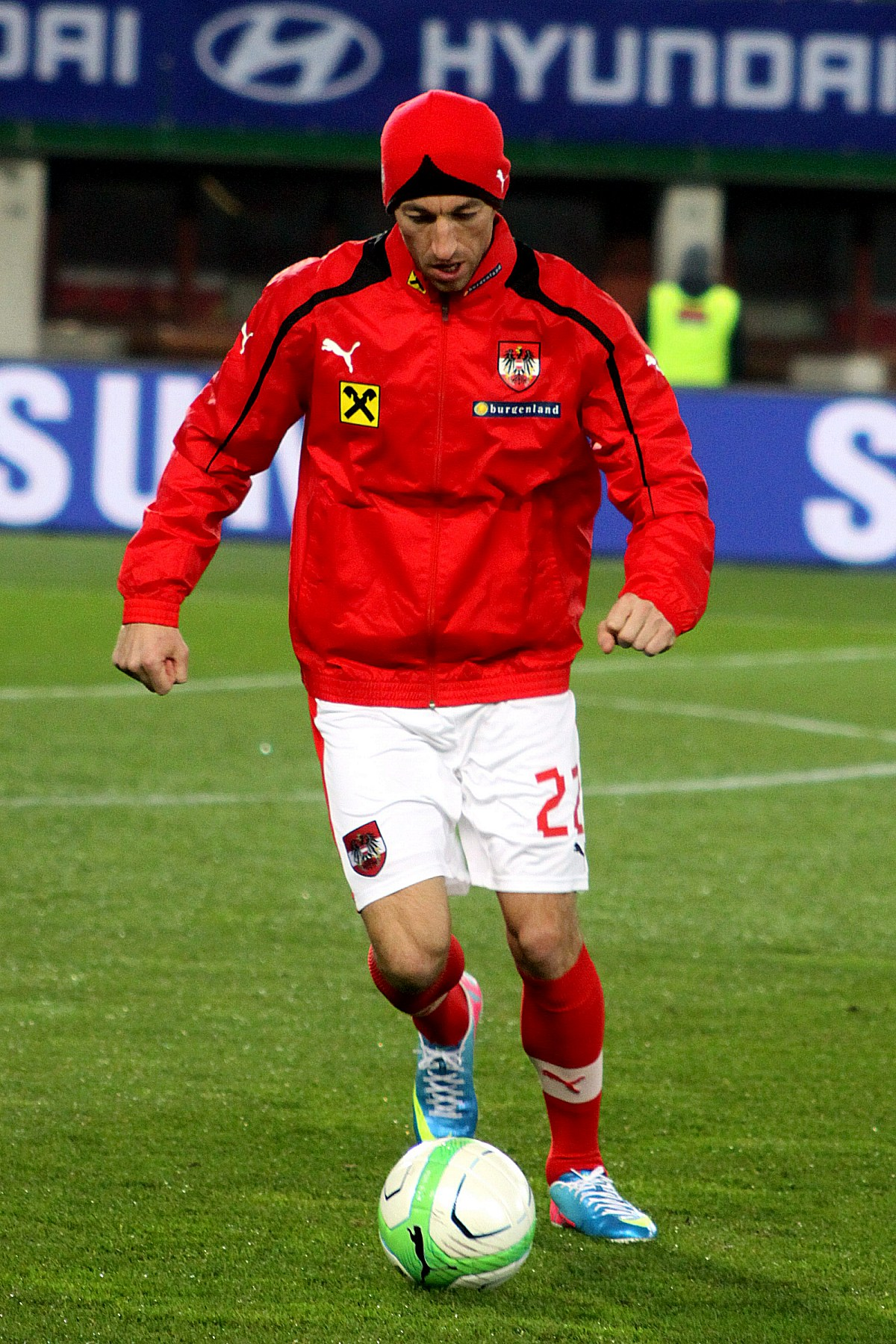
Ортлехнер в составе сборной Австрии

Ортлехнер — воспитанник клуб «Рид» из своего родного города. В 1999 году он дебютировал за команду в австрийской Бундеслиге. 30 марта 2002 года в поединке против «Кернтена» Мануэль забил свой первый гол за «Рид». В команде Ортлехнер провёл пять сезонов сыграв более 100 матчей.
После ухода из «Рида» Мануэль по несколько сезонов отыграл за «Пашинг» и «Аустрия Кернтен». Летом 2009 года он перешёл в венскую «Аустрию». 19 июля в матче против «Ред Булл Зальцбург» Ортлехнер дебютировал за столичный клуб. 24 июля в поединке против ЛАСКа он забил свой первый гол за «Аустрию». В 2013 году Мануэль помог клубу выиграть чемпионат и был выбран капитаном команды.

## Международная карьера
6 сентября 2006 года в товарищеском матче против сборной Венесуэлы Ортлехнер дебютировал в сборной Австрии.

## Достижения
Командные
 «Аустрия» (Вена)
- Чемпион Австрии (1): 2012/13